# 서승아
서승아(본명: 이나영, 1983년 12월 18일 ~ )는 대한민국의 배우이다.

## 출연

### 방송

#### 드라마
- 2001년 KBS 1TV 《학교 4》

#### 예능
- 2002년 GMTV 《신 온더로드》 - VJ
- 2003년 OGN 《생방송 PC방》 - MC
- 2003년 OGN 《플레이 투게더》 - MC

### 영화
- 2001년 《7인의 새벽》

### 광고
- 2003년 서울우유협동조합 서울우유
- 2004년 야후! 코리아 거기 (With 황정민)

## 가족 관계
- 아버지 : 이호균
- 어머니 : 김미영
- 여동생 : 이채영 (1986년 4월 26일 ~ )